# Zbigniew Szablewski
Zbigniew Szablewski (ur. 14 maja 1959 w Nysie, zm. 7 sierpnia 2011 w Rzeszowie) – polski strażak, nadbrygadier Państwowej Straży Pożarnej.

## Życiorys
Był absolwentem Szkoły Głównej Służby Pożarniczej, studiów podyplomowych na Politechnice Warszawskiej, Uniwersytecie Warszawskim i Wojskowej Akademii Technicznej im. Jarosława Dąbrowskiego w Warszawie oraz kursu pedagogicznego na Uniwersytecie Jagiellońskim. Strażakiem był od 1978 roku. W trakcie swojej kariery był między innymi komendantem rejonowym straży pożarnych w Niemodlinie oraz dowódcą jednostki ratowniczo-gaśniczej Państwowej Straży Pożarnej w Opolu. Pełnił również różne funkcje w Komendzie Głównej Państwowej Straży Pożarnej w Warszawie. W latach 2008–2011 był podkarpackim komendantem wojewódzkim Państwowej Straży Pożarnej. 
4 maja 2011 odebrał akt mianowania na stopień nadbrygadiera z rąk prezydenta RP Bronisława Komorowskiego.